# Xie Yuxin
Xie Yuxin (chinois : 谢育新) (né le 12 octobre 1968 à Xingning dans le Guangdong) est un joueur de football international chinois, qui évoluait au poste de milieu de terrain, avant de devenir entraîneur.

## Biographie

### Carrière de joueur

#### Carrière en sélection
Avec l'équipe de Chine, il dispute 120 matchs (pour 11 buts inscrits) entre 1989 et 1996. Il figure notamment dans le groupe des sélectionnés lors des Coupes d'Asie des nations de 1988 et de 1992.
Il participe également aux Jeux olympiques de 1988.
Il joue enfin la Coupe du monde des moins de 16 ans 1985 organisée dans son pays natal. Lors de cette compétition, il joue 4 matchs.